# That's What You Get Babe
That's What You Get Babe è il nono album in studio del cantautore britannico Kevin Ayers, pubblicato nel 1980.

## Tracce
1. That's What You Get
2. Where Do I Go From Here
3. You Never Outrun Your Heart
4. Given and Taken
5. Idiots
6. Super Salesman
7. Money, Money, Money
8. Miss Hanaga
9. I'm So Tired
10. Where Do The Stars End